# Marcos Álvarez
Marcos Álvarez (ur. 30 września 1991 w Gelnhausen) – niemiecki piłkarz hiszpańskiego pochodzenia, występujący na pozycji napastnika. 

## Kariera klubowa
W styczniu 2020 podpisał trzyletnią umowę z Cracovią, która weszła w życie 1 lipca tego samego roku. W barwach krakowskiego klubu zadebiutował 16 sierpnia w wygranym 2:1 meczu Pucharu Polski z Chrobrym Głogów. Pierwszą bramkę w polskiej ekstraklasie zdobył 22 sierpnia, w 58. minucie wygranego 2:1 meczu z Pogonią Szczecin w 1. kolejce sezonu 2020/2021. 9 października zdobył swoje pierwsze trofeum w karierze, wygrywając Superpuchar Polski po serii rzutów karnych w meczu z Legią Warszawa (w regulaminowym czasie gry było 0:0).
Alvarez dołączył do klubu 3. Fußball-Ligi SV Meppen 1 lutego 2023, po tygodniowym treningu z klubem. Podpisał kontrakt do lata 2024 roku.

## Życie prywatne
Posiada także obywatelstwo hiszpańskie. W 2009 jako zawodnik Eintrachtu Frankfurt był pierwszym piłkarzem w Bundeslidze, który zakaził się wirusem H1N1.

## Sukcesy

### Cracovia
- Superpuchar Polski: 2020